# Brant Lake (Dakota del Sur)
Brant Lake es un lugar designado por el censo ubicado en el condado de Lake en el estado estadounidense de Dakota del Sur. En el Censo de 2010 tenía una población de 159 habitantes y una densidad poblacional de 22,48 personas por km².

## Geografía
Brant Lake se encuentra ubicado en las coordenadas 43°55′35″N 96°56′21″O / 43.92639, -96.93917. Según la Oficina del Censo de los Estados Unidos, Brant Lake tiene una superficie total de 7.07 km², de la cual 3.09 km² corresponden a tierra firme y (56.28%) 3.98 km² es agua.

## Demografía
Según el censo de 2010, había 159 personas residiendo en Brant Lake. La densidad de población era de 22,48 hab./km². De los 159 habitantes, Brant Lake estaba compuesto por el 99.37% blancos, el 0% eran afroamericanos, el 0.63% eran amerindios, el 0% eran asiáticos, el 0% eran isleños del Pacífico, el 0% eran de otras razas y el 0% pertenecían a dos o más razas. Del total de la población el 0% eran hispanos o latinos de cualquier raza.